# Christian Georg Brügger
Christian Georg Brügger (o Bruegger) ( 1833 - 1899 ) fue un geógrafo, botánico, pteridólogo, algólogo suizo.

## Algunas publicaciones
- 1882. Beiträge zur Natur-Chronik der Schweiz insbesondere der rhätischen Alpen Beilage zum Programm der bündner'schen Kantonsschule. 50 pp.

- 1881. Beobachtungen über wildwachsende Pflanzenbastarde der Schweizer- und Nachbar-Floren. Ed. Casanova, 112 pp.

- 1863. Notiz über Aster Garibaldii Brügger (Garibaldi's Sternblume). 5 pp.
- La abreviatura «Brügger» se emplea para indicar a Christian Georg Brügger como autoridad en la descripción y clasificación científica de los vegetales.[1]